# مندهام، سافک
مندهام (به انگلیسی: Mendham) یک روستا و محله مدنی در بریتانیا است که در Mid Suffolk واقع شده‌است. مندهام ۴۴۰ نفر جمعیت دارد.